# Chalmers studentkår
Chalmers studentkår är en gemensamhetsorganisation för chalmerister som grundades 1904. Studentkårens vision är: "Alla medlemmar skall trivas och utvecklas under hela sin chalmerstid". Organisationen består av kårfullmäktige som är kårens högsta beslutande organ och en kårledning som sköter kårens dagliga arbete. Dessa understöds av en stab av anställda inom funktionerna ledning, ekonomi, kommunikation och service. Dessutom har kåren många kårkommittéer, kårföreningar, utskott och nämnder.
Kåren äger genom AB Chalmers Studentkårs företagsgrupp, bolag såsom webbokhandeln Cremona, servicebutiken STORE, konsultbolaget CTK (Chalmers Teknologkonsulter), rekryteringsföretaget Chalmers Studentkår Rekrytering, event- och marknadsföringsbolaget Chalmers Studentkår Promotion och restaurangbolaget Chalmers Studentkårs Restaurangbolag AB. Studentkårens tidning heter Tofsen och ska enligt uppdraget skildra campuslivet samt aktivt bevaka kårens och Chalmers tekniska högskolas verksamhet.

## Chalmers kårhus
Chalmers kårhus som det ser ut sedan 2001 är en tillbyggnad på det gamla kårhuset, den del som idag benämns "Kyrkan". "Kyrkan" ritades av chalmersprofessor Melchior Wernstedt i början av 1950-talet. Kårhuset i sin helhet ritades av arkitekt och chalmerist Gert Wingårdh. I huset finns servicebutik och bokhandel, pool, biljard, spelhall, pub, café, restaurang, konferensdel, motionshall, grupprum och musikrum. Huset ägs och förvaltas genom Emils Kårhus AB och är miljödiplomerat.   

## Kårfullmäktige (FuM)
Kårfullmäktige (FuM) är kårens högsta beslutande organ. Det är fullmäktige som beslutar över kårens budget och verksamhetsplan. FuM består av 35 ordinarie ledamöter. Det är studenter som valt att engagera sig på sin fritid. De väljs genom fria och öppna val för en mandatperiod på ett år.
FuM sammanträder minst åtta gånger per år och varje möte är öppet för alla studentkårens medlemmar. Det är talman som sammankallar och leder FuM. FuM beslutar om studentkårens budget, ändringar av stadgan, styrdokument, agerar bolagsstämma åt kårens företagsgrupp, väljer studentrepresentanter till högskoleorgan och väljer kårledning. 

## Kårledningen
Kårledningen består av nio studenter som lägger studierna åt sidan för att under ett år driva kårens dagliga arbete. Kårledningen består av fyra enheter: Presidieenheten, Utbildningsenheten, Sociala enheten och Arbetsmarknadsenheten. Varje enhet består av en ordförande och en vice ordförande. Kårordförande, vice kårordförande samt de tre ordförandena i de övriga enheterna utgör kårstyrelsen som fattar de formella verksamhetsbesluten. En ny kårledning väljs av kårfullmäktige i mars varje år.

### Presidieenheten
Presidieenheten består av tre personer: kårordförande (KO), vice kårordförande (VO) och husansvarig (HA). Enhetens arbete omfattar såväl ledning och samordning av kårens dagliga arbete, som förvaltning av kårens fasta tillgångar.

### Utbildningsenheten
Utbildningsenheten arbetar för att alla studenter skall kunna tillgodogöra sig sin utbildning och vara väl förberedda inför arbetslivet. En viktig del i detta arbete är utbildningsbevakningen som bedrivs på lokal, nationell och internationell nivå.

### Sociala enheten
Sociala enheten hanterar sådant som påverkar studenter, men som inte är direkt studierelaterat. Målet är att den sociala miljön på Chalmers och kåren ska vara så bra att inga bristande studieresultat orsakas av den psykiska och fysiska arbetsmiljön.

### Arbetsmarknadsenheten
Arbetsmarknadsenheten skapar förutsättningar för att alla Chalmerister ska kunna välja det arbete, examensarbete eller praktik som de själva vill. Detta görs genom att skapa mötesplatser för Chalmers Studentkårs medlemmar och näringslivet. Arbetsmarknadsenheten arbetar även med påverkansarbete mot externa organisationer och företag samt representerar studenterna i Chalmers Tekniska Högskolas nyttiggörandearbete.

## Chalmers Konferens & Restauranger
Chalmers Konferens & Restauranger grundades 1997 och har som uppdrag att utveckla och skapa förutsättningar för möten på Chalmers två campus, Johanneberg och Lindholmen. Den förstnämnda ligger integrerad i byggnaden Lindholmen Science Park, den sistnämnda i kårhuset på Chalmers Campus vid Johanneberg. Bolaget ingår i koncernen Chalmers Studentkårs Företagsgrupp som ägs och drivs av Chalmers Studentkår. Verksamheten omfattar idag ett flertal restaurang- och caféenheter samt konferensverksamhet i prisbelönta lokaler och arrangemang för upp till 1000 deltagare. Chalmers Konferens & Restauranger arbetar med ett tydligt miljöansvar i hela sin verksamhet.

## Kårkommittéer

### Chalmers Studentkårs Bastukommitté

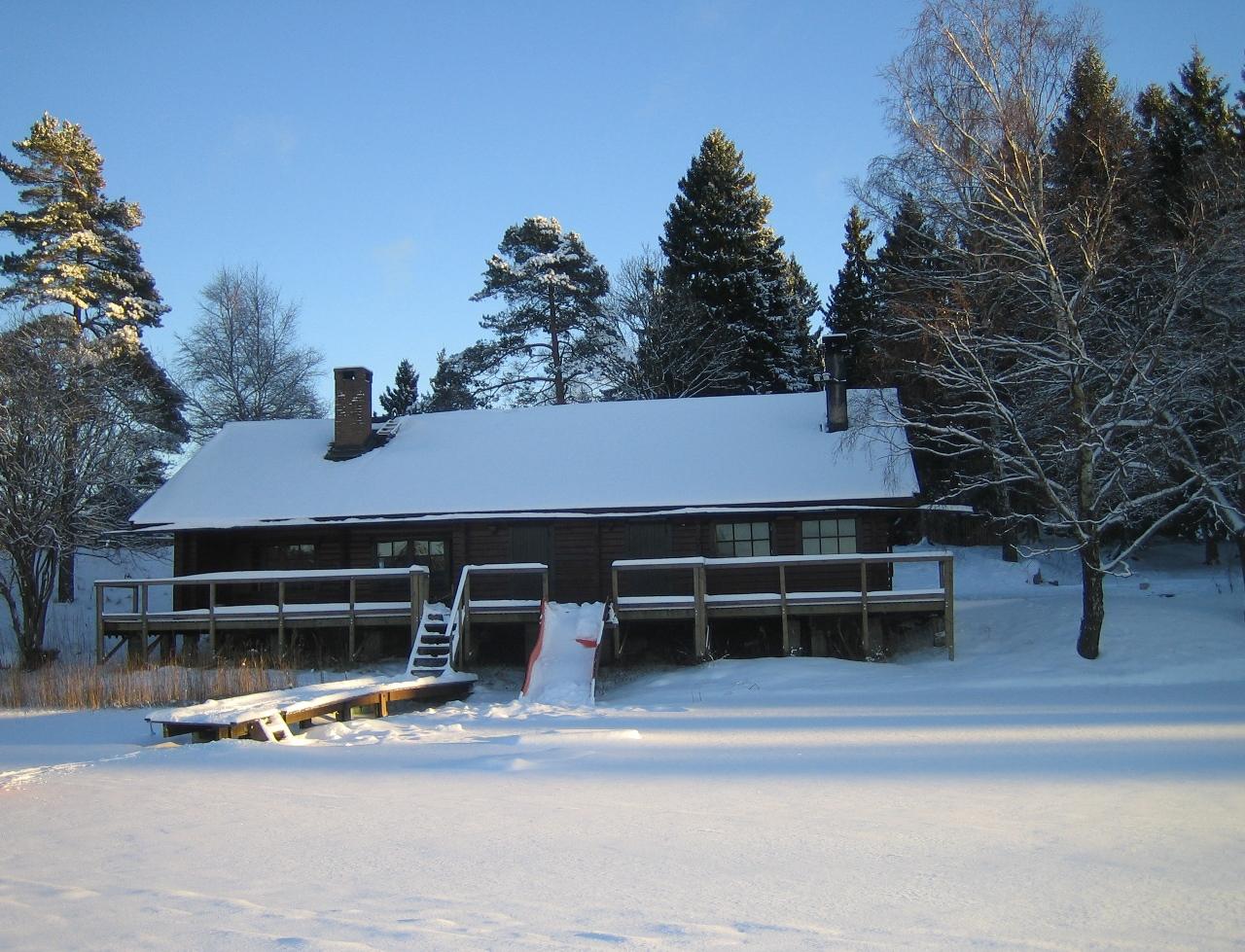
Chalmersbastun i Härryda

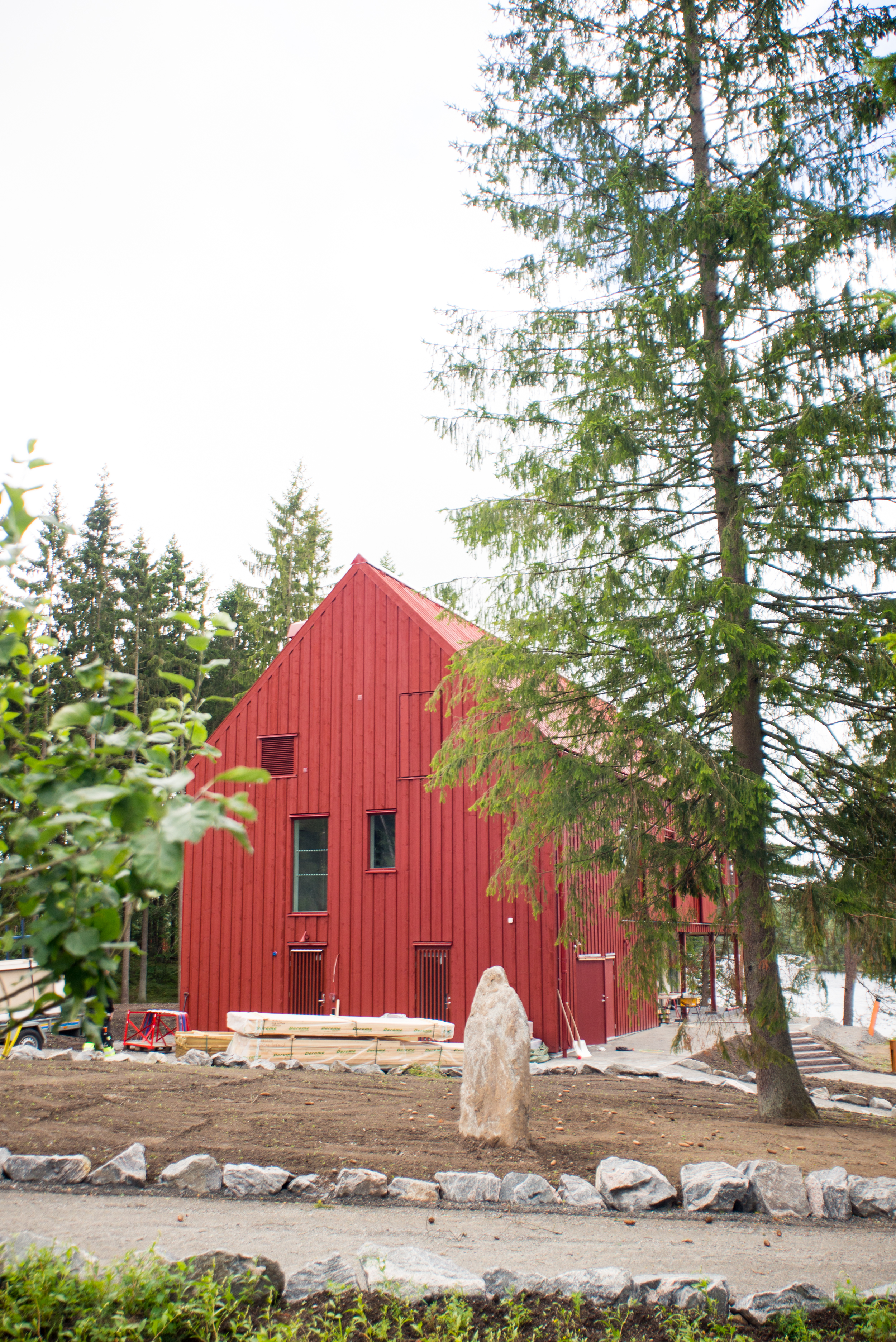
Storstugan i Härryda

Chalmers Studentkårs Bastukommitté underhåller och förbättrar Studentkårens fritidsanläggning i Härryda, alldeles invid Sandsjön. Fritidsanläggningen består av Chalmersbastun, eller CS-bastun som den också kallas, och Chalmers sportstuga.
Bastun är vedeldad och rymmer 60 personer. Sedan 2016 finns även Storstugan på området som också underhålls av bastukommittén.  Den bastu som finns idag är den tredje i ordningen, då de första två brann ner efter ett par års användning.

### Chalmers Cortège Committé
Chalmers Cortège Committé (CCC) arrangerar Cortègen som varje valborg tågar genom Göteborg. CCC arrangerar även allt runt Cortègen och den så kallade byggveckan då själva byggandet av Cortègen sker.

### Kårhuskommittén KåK
Kårhuskommittén (KåK) är Chalmers kårhusrustmästeri som ansvarar över Chalmers kårhus och järnvägsvagn på campus Johanneberg.

### Mottagningskommittén MK
Mottagningskommittén (MK) är Chalmers centrala mottagningskommitté som samordnar de nyantagna studenternas första veckor på Chalmers. De utbildar sektionernas mottagningsansvariga.

### Jämlikhetskommittén JämK
Jämlikhetskommittén JämK är Chalmers Studentkårs centrala jämlikhetskommitté vars uppgift är att vidareutveckla och arbeta med jämlikhetsfrågor på Chalmers. Kommittén samordnar sektionernas jämlikhetsgrupper samt arrangerar olika externa evenemang för att skapa en mötesplats kring diskussion och kunskap av mångfald och inkludering.

### Chalmers kårtidning Tofsen
Tofsen är Chalmers Studentkårs medlemstidning vars artiklar och videoreportage publiceras på hemsidan med samma namn och finansieras helt av annonsintäkter. Tofsen grundades 1944 av Gösta Lagermalm, som också blev ansvarig utgivare, i syfte att skapa ett forum för debatt och information inom kåren. Tofsen når ut till alla chalmerister och placeras även ut på delar av Göteborgs Universitet. Den första redaktionen bestod av: Arne Philip, redaktör; Kerstin Lundgren och Kurt Schlyter i redaktionen samt Erik Sandegren, ekonomichef. Ägare var Chalmers studentkår.

### CHARM Chalmers Studentkårs Arbetsmarknadsdagar
Chalmers Studentkårs Arbetsmarknadsdagar, CHARM, är arbetsmarknadsdagar och arrangeras på Chalmers campus i februari varje år.

### Chalmersspexet
Chalmersspexet är ett studentspex inom Chalmers Studentkår vid Chalmers tekniska högskola som har uppfört en ny föreställning varje år sedan 1948, då man hade urpremiär med spexet Bojan. 2003 delades spexet upp i två syskonspex: Bobspexet och Veraspexet, med manliga respektive kvinnliga ensemblister. 2019 lades båda spexen ner och ett nytt Chalmersspexet bildades.

### Chalmers Pyrotekniska Kommitté
Chalmers Pyrotekniska Kommitté - Pyrot - finns inom Chalmers studentkår och verkar för främjandet av konstnärliga aspekter inom fyrverkerikonsten. Under året skjuts ett flertal fyrverkerier runtom Chalmersområdet i samband med examensceremonierna, doktorpromovering och sittningar. Även icke-kårrelaterade fyrverkeriuppdrag utförs, som scenpyroteknik, bröllopsfyrverkerier med mera. 

### Chalmers Studentkårs Film- & Fotocommitté
Chalmers Studentkårs Film- & Fotocommitté, CFFC, är en kommitté inom Chalmers Studentkår som, genom i huvudsak fotografering, dokumenterar alla viktiga händelser på kåren. Även icke-kårrelaterade fotouppdrag utförs, som porträtt, bröllopsfotografering med mera.

### Chalmers Studentkårs Marskalksämbete
Chalmers Studentkårs Marskalksämbete är en kommitté med ursprunglig uppgift att "... bilda kårens fanborg vid högtidliga tillfällen samt att förvalta och upprätthålla Chalmers Studentkårs goda traditioner". Marskalksämbetet grundades 2001 av elektroteknologen Magnus Lindgren, som även satt som dess ordförande under dess två första år. Sedan starten har kommitténs uppdrag bl.a. bestått av att anordna mösspåtagningarna vid Olgas Trappor (som årligen äger rum på valborgsmässoafton och den 1 oktober) och att arrangera Chalmers Studentkårs vår- och höstbal.

### Festkommittén FestU
FestU är Chalmers Studentkårs festkommitté. Kommittén arrangerar stora kalas för Chalmerister. Detta görs i Chalmers kårhus på Johanneberg. FestU har anor sedan början på 1940-talet. Då bestod FestU av en sexmästare och ett antal assistenter. Idag utgörs FestU av sex personer med en strikt inbördes postfördelning där varje person ansvarar för en viss del av verksamheten.

### Ljud- och Bildgruppen
Ljud- och Bildgruppen, LoB, är en kommitté inom Chalmers Studentkår som startades på 1960-talet. LoB hyr ut ljud- och ljusanläggningar till förmånliga priser, arrangerar teknik till kalas och konserter, visar film och bygger upp scener och dansgolv.

### Programkommittén PU
Programkommittén PU, den sista delen kommer ifrån att kommittén tidigare hette "ProgramUtskottet" men vilket senare förkortades till PU och namnet fick prägla denna kommitté. PU är då Chalmers Studentkårs centrala programkommitté. Som alla andra programkommittéer så arrangeras de studiesociala arrangemang fast för alla studenter. Kommittén anordnar bland annat regelbundna biovisningar, provningar och kustskepparexamen.

### Gasquekommittén GasqueK
GasqueK är en kommitté vars främsta uppdrag är att driva Chalmers nattklubb, Gasquen. I Gasquen står sektionskommittéer för arrangemangen och GasqueK står för underhåll av lokal samt utbildar arrangörer, ett arbete som tidigare ålåg Husansvarig och Sociala enhetens vice ordförande i kårledningen. GasqueK bildades som stöd för dessa 2007.

### Svea Skivgarde
Svea Skivgarde är en kommitté inom Chalmers Studentkår med uppgift att spela skivor på kårens kalas. Kommittén består av cirka 10-12 DJ:s som studerar på Chalmers. Svea Skivgarde startade på Hallands Nation i augusti 1968, men förflyttades dock ganska snart till att i huvudsak gälla Chalmers.

## Kårföreningar

### AllianceOrchestret
AllianceOrchestret är en studentorkester inom Chalmers studentkår, en av världens äldsta och förmodligen mest förvirrade. Föreningen grundades vid Chalmers 1948 men blev inte medlem i kåren förrän i januari 2024. Medlemmarna går klädda i svart frack, guld-lila flugor, och tokroliga hattar. Orchestret kan ses uppträda med glad musik, gückel, och dans från Chalmersbaletten vid diverse evenemang. 

### Chalmers börssällskap
Chalmers Börssällskap är Chalmers största studentförening. Den grundades 1993 och är kvar än idag. Förenings syfte är att sprida kunskap om, och främja intresset för, ekonomi och företagande. Detta sker främst genom lunchföredrag hållna av intressanta och kända personer med förankring i näringslivet och den finansiella sektorn.

### VästkustFolk
VästkustFolk grundades 2020 och är Göteborgs studentspelmanslag, som har repetitioner på tisdagar och ägnar sig främst åt nordisk folkmusik.
Laget vann Studentspelmanslags-VM 2022 och 2024.

## Teknologsektioner
I Chalmers Studentkår ingår 17 teknologsektioner. En teknologsektion är den del av studentkåren som bevakar specifika programteknologers intressen. Dessa är:
- A -  Arkitekturstuderandesektionen
- AE -  Teknologsektionen för Affärsutveckling och entreprenörskap inom byggteknik
- D - Datateknologsektionen (Chalmers)|Datateknologsektionen
- DS - Doktorandsektionen
- E - Elektroteknologsektionen[24]
- F - Fysikteknologsektionen
- GS - Teknologsektionen Globala System
- H - Ingenjörsteknologsektionen
- I  - Teknologsektionen Industriell Ekonomi
- IT - Teknologsektionen Informationsteknik
- K - Kemiteknologsektionen
- KfKb - Teknologsektionen för Bioteknik samt Kemiteknik med Fysik
- M - Maskinteknologsektionen
- Sjö - Sjösektionen
- TD - Teknisk design
- V - Teknologsektionen Samhällsbyggnad
- Z - Teknologsektionen för Automation och Mekatronik

## Mottagning
Mottagningen på Chalmers pågår under fyra veckor. Syftet är att de nyantagna studenterna — Nollan — skall bli introducerade i Chalmerslivet och lära känna andra chalmerister, högskolan, Chalmers Studentkår och staden Göteborg. Att delta i mottagningen är helt frivilligt. Varje teknologsektion på Chalmers har egna mottagningskommittéer, så kallade NollK, vars främsta uppgift är att värna om de nyantagna chalmeristerna vid den egna sektionen för att förbereda dem inför studentlivet. Under mottagningen arrangeras bland annat pluggkvällar, middagar, kalas, lekar, olika typer av gruppövningar, utflykter, tävlingar mellan de olika sektionerna samt andra upptåg. Det finns även en speciell Mottagningskommitté, MK som har det övergripande ansvaret för mottagningen och ansvarar för alla centrala arrangemang och aktiviteter, som en sorts spindel i nätet mellan teknologsektionerna.
Särskilda traditioner är mottagningen under Götaplatsen första dagen, att skapa en nollbricka, det vill säga en skylt med bland annat namn som det är meningen att man ska bära genom hela mottagningsperioden, bastukalas i CS-bastun och nolluppdrag.